# 5455 Сурков
5455 Сурков (5455 Surkov) — астероїд головного поясу, відкритий 13 вересня 1978 року.
Тіссеранів параметр щодо Юпітера — 3,619.